# Konkurs
Konkurs és una pel·lícula txecoslovaca dirigida per Milos Forman, estrenada el 1964.

## Argument
La pel·lícula gira al voltant d'una sessió d'audició per a joves cantants que busquen entrar en un grup de rock Ié-ié.

## Repartiment
- Vaclav Blumenfeld
- Hana Hegerová
- Ladislav Jakim
- Vera Kresadlová
- Marketa Krotka
- Zdena Lorencová
- Yvonne Prenosilova
- Vladimír Pucholt
- Jirí Slitr
- Jiří Suchý
- Jan Vostrcil
- Frantisek Zeman

## Al voltant de la pel·lícula
- Originalment, es tracta d’una mena de documental en què s'incorporen escenes interpretades per tal de construir una trama mínima. El conjunt constitueix un testimoni sobre la joventut txecoslovaca dels anys 1960 molt propera a la d’Occident.

- Les pel·lícules de llargmetratge mitjà Konkurs i Kdyby ty muziky nebyly (Si no hi hagués tavernes) de vegades s'emetien agrupades en el mateix llargmetratge conegut sota diferents títols com The Competition.